# Tomb Raider: Chronicles
Tomb Raider Chronicles je pátá hra v sérii Tomb Raider a je pokračováním dílu Tomb Raider: The Last Revelation. Vyvinula je společnost Core Design a vydala společnost Eidos Interactive. Hra byla uvedena v listopadu 2000 pro platformy PC, Sega Dreamcast a PlayStation.

## Příběh
Tomb Raider Chronicles začíná ihned na konci příběhu The Last Revelation. Lara je stále pohřešována a předpokládá se, že zemřela. Obřad u pomníku Lary na panství Croftů přivádí dohromady tři staré přátele Lary: Winstona, Charlese Kanea a pátera Patricka Dunstana. Zatímco venku je strašný liják, trojice nostalgicky vzpomíná na předchozí dobrodružství Lary. Mezitím, stovky mil daleko Werner Von Croy koordinuje šílené vykopávky hledajíce odpovědi pohřbené hluboko pod Egyptskou pouští.
První příběh se odehrává v Římě. Lara se pokouší najít Kámen mudrců. Hledání ji komplikují Larson a Pierre, kteří se snaží artefakt Laře ukrást.
Druhý příběh se odehrává v Rusku. Lara se dostává na ruskou námořní základnu a dále do ponorky, kde je zatčena ruskou mafií. Jakmile se Lara osvobodí, vydá se prozkoumat ponorku a mořské dno, s cílem nalézt Kopí osudu. Když se jí to podaří, vrací se do ponorky, avšak ta je zničena. Lara jako jediná na poslední chvíli uniká.
Ve třetím příběhu se setkáváme s Larou v mladistvém věku, kdy se Lara tajně vydá spolu s rodinným přítelem, páterem Dunstanem, na tajemný ostrov v Irsku, aby jej osvobodili od magických sil.
Čtvrtý a poslední příběh vypráví o Lařině vniknutí do mrakodrapu společnosti Von Croy Industries. Von Croy je zde zraněný, na invalidním vozíku, poté co unikl z chrámu v Kambodži. Lara mu ve spolupráci s přítelem ZIPem odcizí artefakt Iris, známý z předchozího dílu hry.